# Championnat d'Afrique du Nord de water-polo
Le Championnat d'Afrique du Nord, est une compétition de water-polo organisée en Afrique du Nord par l'Union des Ligues Nord-Africaines de Natation (UNAN) sous l'égide de la FINA entre 1920 et 1956.
Elle oppose en fin de saison les champions des cinq ligues régionales de natation d'Afrique du Nord pour désigner le champion d'Afrique du Nord. Elle disparaît en raison des indépendances du Maroc et de la Tunisie.

## Résultats et statistiques
| Édition | Date                         | Lieu                                                        | Vainqueur                                                   | Score                                                       | Finaliste                                                   |
| ------- | ---------------------------- | ----------------------------------------------------------- | ----------------------------------------------------------- | ----------------------------------------------------------- | ----------------------------------------------------------- |
| 8e      | 8 juillet 1934               | Alger                                                       | AS Montpensier                                              | 2 - 1                                                       | RU Alger                                                    |
| 9e      | 28 juillet 1935 15 août 1935 | Casablanca Marseille                                        | Maccabi Tunis                                               | 5 - 5 6 - 3                                                 | RU Alger                                                    |
| 10e     | 31 mai 1936                  | Relizane                                                    | CN Tunis                                                    | 8 - 3                                                       | Racing AC                                                   |
| 11e     | 11 juillet 1937              | Tunis                                                       | CN Tunis                                                    | 8 - 1                                                       | Racing AC                                                   |
| 12e     | 10 juillet 1938              | Philippeville                                               | CN Tunis                                                    | 6 - 3                                                       | RU Alger                                                    |
| 13e     | 2 juillet 1939               | Alger                                                       | CN Tunis                                                    | 5 - 3                                                       | Racing AC                                                   |
| 14e     | 1940                         | compétitions annulées à cause de la Seconde Guerre mondiale | compétitions annulées à cause de la Seconde Guerre mondiale | compétitions annulées à cause de la Seconde Guerre mondiale | compétitions annulées à cause de la Seconde Guerre mondiale |
| 15e     | 1941                         | compétitions annulées à cause de la Seconde Guerre mondiale | compétitions annulées à cause de la Seconde Guerre mondiale | compétitions annulées à cause de la Seconde Guerre mondiale | compétitions annulées à cause de la Seconde Guerre mondiale |
| 16e     | 16 août 1942                 | Tunis                                                       | Racing AC                                                   | 4 - 2                                                       | Alger SM                                                    |
| 17e     | 1943                         | compétitions annulées à cause de la Seconde Guerre mondiale | compétitions annulées à cause de la Seconde Guerre mondiale | compétitions annulées à cause de la Seconde Guerre mondiale | compétitions annulées à cause de la Seconde Guerre mondiale |
| 18e     | 1944                         | compétitions annulées à cause de la Seconde Guerre mondiale | compétitions annulées à cause de la Seconde Guerre mondiale | compétitions annulées à cause de la Seconde Guerre mondiale | compétitions annulées à cause de la Seconde Guerre mondiale |
| 19e     | 1945                         | compétitions annulées à cause de la Seconde Guerre mondiale | compétitions annulées à cause de la Seconde Guerre mondiale | compétitions annulées à cause de la Seconde Guerre mondiale | compétitions annulées à cause de la Seconde Guerre mondiale |
| 19e     | 1946                         | compétitions annulées à cause de la Seconde Guerre mondiale | compétitions annulées à cause de la Seconde Guerre mondiale | compétitions annulées à cause de la Seconde Guerre mondiale | compétitions annulées à cause de la Seconde Guerre mondiale |
| 20e     | 1947                         | compétitions annulées à cause de la Seconde Guerre mondiale | compétitions annulées à cause de la Seconde Guerre mondiale | compétitions annulées à cause de la Seconde Guerre mondiale | compétitions annulées à cause de la Seconde Guerre mondiale |
| 21e     | 29 août 1948                 | Casablanca                                                  | Wydad AC                                                    | 10 - 6                                                      | Racing AC                                                   |
| 22e     | 17 juillet 1949              | Casablanca                                                  | AS Montpensier                                              | 3 - 1                                                       | Marine d'Oran                                               |
| 23e     | 30 juillet 1950              | Tunis                                                       | AS Montpensier                                              | 4 - 3                                                       | Racing AC                                                   |
| 24e     | 8 juillet 1951               | Constantine                                                 | AS Montpensier                                              | 5 - 1                                                       | CN Meknès                                                   |